# Vĩnh Phước A
Vĩnh Phước A là một xã thuộc huyện Gò Quao, tỉnh Kiên Giang, Việt Nam.

## Địa lý
Xã Vĩnh Phước A nằm ở phía nam huyện Gò Quao, có vị trí địa lý:
- Phía đông giáp xã Vĩnh Thắng
- Phía tây giáp xã Thủy Liễu
- Phía nam giáp huyện Vĩnh Thuận và huyện U Minh Thượng
- Phía bắc giáp thị trấn Gò Quao và xã Vĩnh Phước B.

Xã Vĩnh Phước A có diện tích 44,50 km², dân số năm 2020 là 8.263 người, mật độ dân số đạt 186 người/km².

## Hành chính
Xã Vĩnh Phước A được chia thành 9 ấp: Bùi Thị Thêm, Phước An, Phước Bình, Phước Hiệp, Phước Hòa, Phước Lợi, Phước Minh, Phước Tân, Phước Thạnh.

## Lịch sử
Ngày 18 tháng 3 năm 1997, Chính phủ ban hành Nghị định số 23-CP về việc chia xã Vĩnh Phước thành 2 xã: Vĩnh Phước A, Vĩnh Phước B.
Xã Vĩnh Phước A có 4.198 ha diện tích tự nhiên và 9.899 nhân khẩu.

## Kinh tế
Xã có thu nhập bình quân đầu người là 33.500.000 đồng/năm, số lượng hộ nghèo khoảng 3,94%.

### Nông thôn mới
Vĩnh Phước A được công nhận đạt chuẩn nông thôn mới và được Chủ tịch Ủy ban nhân dân huyện Gò Quao tặng một số giấy khen vào ngày 18 tháng 5 năm 2017.

## Danh nhân
Nữ anh hùng Bùi Thị Thêm.